# گلمی استانچووسی
گلمی استانچووسی (به لاتین: Golemi Stanchovtsi) یک منطقهٔ مسکونی در بلغارستان است که در شهرستان تریاونا، استان گابرووو واقع شده‌است.